# Maria Karoline Herder

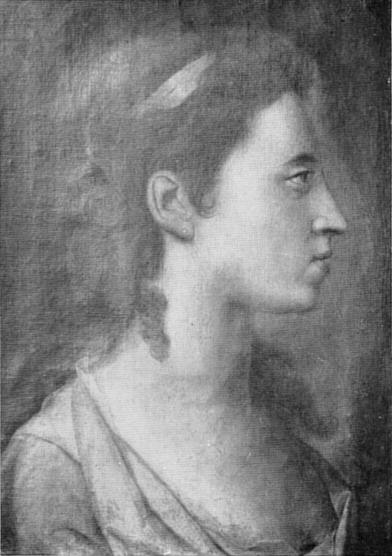
Maria Karoline Herder, geb. Flachsland

Maria Caroline Herder (auch Karoline von Herder oder Maria Carolina Herder; * 28. Januar 1750 in Reichenweier, Elsass als Maria Karoline Flachsland; † 15. September 1809 in Weimar) war die Ehefrau von Johann Gottfried von Herder. Sie schrieb eine Biografie ihres Mannes, redigierte und bearbeitete seine Schriften und gab sie nach seinem Tod heraus.

## Leben und Wirken
Sie war die Tochter des Amtsschaffners Johann Friedrich Flachsland (1715–1755) und der Laufener Pfarrerstochter Rosina Catharina Mauritii (1717–1765). Die Mutter zog nach dem Tod des Vaters nach Pirmasens. Nach deren Tod lebte Caroline im Haushalt ihrer Schwester Friederike Katharina (1744–1801) in Darmstadt, die 1761 den Beamten Andreas Peter Hesse (1728–1803, 1770 geadelt) geheiratet hatte. Hier wurde sie Mitglied des Darmstädter Kreises, der zu den bedeutendsten Formationen der Empfindsamkeit gehört. Johann Wolfgang von Goethe, der bald ihr Freund wurde, Franz Michael Leuchsenring, Sophie von La Roche, Johann Heinrich Merck und ihr zukünftiger Ehemann Johann Gottfried Herder gehörten (zeitweilig) diesem Kreis an.
Mit Herder begann hier ihre (Halb-)Verlobungszeit, deren Höhen und Tiefen in einem umfangreichen Briefwechsel dokumentiert sind. Am 2. Mai 1773 fand in Darmstadt die Hochzeit statt. Gleich danach ließ sich das Paar in Bückeburg nieder, wo Herder eine Stelle als Konsistorialrat und Hofprediger bekleidete. Die Söhne Gottfried und August wurden dort geboren. Mit dem in der Bückeburger Hofkapelle angestellten Musiker Johann Christoph Friedrich Bach verband die Herders eine fünfjährige, fruchtbare Zusammenarbeit.
Ihre Schwester Ernestine Rosine war seit 1761 Mätresse von Ludwig IX. von Hessen-Darmstadt. 1766 heiratete sie und wurde daraufhin von Ludwig, ausgestattet mit einer Pension von 500 Gulden, auf die Straße gesetzt. Ernestine war später geistig verwirrt, so dass Maria Karolina die Vormundschaft über sie erhielt und auch die Pension. Sie schaffte Ernestine kurz darauf in eine Anstalt, in welcher diese bald verstarb.
Durch Vermittlung Goethes zog die Familie 1776 mit beiden Söhnen und Ernestines fünf Jahre alter Tochter nach Weimar. Die Stelle als Konsistorialrat am Weimarer Hof brachte Herder nicht das, was er sich davon versprochen hatte. Das Leben in der kleinen Residenzstadt und die Beziehung mit Goethe empfanden die Herders als enttäuschend. Dennoch blieben sie zeitlebens in Weimar. Fünf weitere Kinder gingen aus der Ehe hervor.

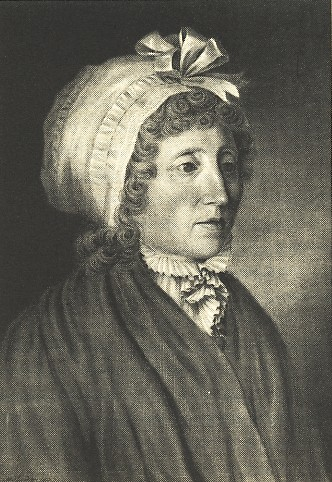
Maria Karoline Herder, Kreidezeichnung von Adam Weide

Die Identifikation mit dem Leben und Werk ihres Ehemanns war außergewöhnlich und einmalig: Nicht nur zu Lebzeiten, auch nach seinem Tod arbeitete Karoline Herder unermüdlich an seiner Reputation. Ihrem Selbstverständnis entsprechend, blieb sie im Schatten ihres Mannes. Als Sekretärin und Lektorin seiner Schriften, als Verfasserin zahlreicher Briefe, als Biographin und als Herausgeberin der Herder-Werke gehört Karoline Herder zu den überragenden Frauengestalten des Weimarer Kreises.
Karoline Herder wurde 1809 auf dem alten Jakobsfriedhof in Weimar beigesetzt.

## Werke
- Erinnerungen aus dem Leben Joh. Gottfrieds von Herder. Gesammelt und beschrieben von Maria Carolina von Herder, geb. Flachsland. Tübingen 1820.  Erster Theil, Zweiter Theil.

Briefausgaben (Auswahl)
- Herders Briefwechsel mit Caroline Flachsland. Nach den Handschriften des Goethe- und Schiller-Archivs. 2 Bde. Hg. Hans Schauer. Weimar 1916, 1928
- Auszug aus dem Briefwechsel: Meine süße Bestimmung, in: Andrea van Dülmen (Hg.): Frauenleben im 18. Jahrhundert. Anthologie. Büchergilde Gutenberg, Frankfurt 1992, ISBN 3-7632-4124-8; wieder C. H. Beck, München 2006, ISBN 3-406-54500-9, S. 38 (zur Frauenfrage)
- Johann Gottfried Herder: Italienische Reise. Briefe und Tagebuchaufzeichnungen 1788–1789. München 1988